# Olele
Olele ist ein Verwaltungsbezirk (Ward) des Distrikts Rombo in der tansanischen Region Kilimandscharo.

## Geografie
Olele liegt im Nordosten von Tansania etwa 35 Kilometer Luftlinie nordöstlich von Moshi nahe der Grenze zu Kenia. Der Bezirk hat eine West-Ost-Ausdehnung von rund 17 Kilometern und ist maximal 2 Kilometer breit. Er liegt im Osten 1500 Meter über dem Meer und steigt nach Westen auf 4200 Meter an. Von hier sind es rund 2 Kilometer zum über 5000 Meter hohen Gipfel des Mawenzi.
Die Grenze im Osten bildet die asphaltierte Straße, die östlich von Moshi von der T15 abzweigt und östlich des Kilimandscharo nach Kenia führt. Hier grenzt der Bezirk an Marangu Kitowo, im Süden liegt Katangara Mrere, im Westen grenzt der Bezirk an Nanjala und im Norden an Kirongo Samanga.
Bei der Volkszählung 2022 lebten 6256 Menschen in 1626 Haushalten auf einer Fläche von 18,3 Quadratkilometern.

## Gliederung
Olele besteht aus zwei Gemeinden (Mtaa) mit zehn Orten (Kitongoji):
| Kilema - Usarangei - Kwanakuya - Kwakasenge - Meele - Mlang’a - Lorio | Kooti - Kiruweni - Mlembea - Mawela - Shinga |

## Wirtschaft und Infrastruktur
- Gesundheit: In Olele befindet sich eine öffentliche Apotheke.[8]
- Bildung: Die Olele Secondary School ist eine staatliche weiterführende Schule mit einer Ausbildung bis zur 4. Stufe.[9] Die gemeinnützige Organisation „Ingenieure ohne Grenzen“ betreibt ein Projekt zur Verbesserung der Wasserversorgung der Schule.[10]